# José Carlos Cárdenas
José Cárdenas (Rosario, Argentina, 17 de noviembre de 1977) es un exfutbolista argentino. Jugaba como defensor lateral y su primer equipo fue Central Córdoba de Rosario. Su último club fue Atlético Policial de Catamarca.

## Clubes
| Club                       | País      | Año         |
| -------------------------- | --------- | ----------- |
| Central Córdoba de Rosario | Argentina | 2000 - 2002 |
| Mérida Futbol Club         | México    | 2003 - 2004 |
| Central Córdoba de Rosario | Argentina | 2004 - 2005 |
| San Martín de San Juan     | Argentina | 2005 - 2006 |
| Godoy Cruz de Mendoza      | Argentina | 2006 - 2007 |
| Aldosivi                   | Argentina | 2007 - 2008 |
| Belgrano                   | Argentina | 2008 - 2009 |
| Central Córdoba de Rosario | Argentina | 2009 - 2010 |
| Atlético Policial          | Argentina | 2010 - 2011 |